# Yūichi Iguchi
Yūichi Iguchi (井口 祐一 Iguchi Yūichi?,  Tokio, Japón, 22 de febrero de 1981) es un seiyū japonés, afiliado a Haikyō.

## Filmografía
Los roles de importancia están escritos en negritas.

### Anime
2008
- Kannagi: Crazy Shrine Maidens (Cliente - ep 6)

2009
- Fairy Tail (Reedus Jonah)
- Tatakau Shisho: The Book of Bantorra (Ronkeny)

2010
- Chu-bra!! (Chico estudiante - eps 6-7)
- Durarara!! (Kanazawa, Bufanda Amarilla 1 - eps 13, 17-20)
- Fairy Tail (Max Alors)
- Highschool of the Dead (Okada)
- Jewelpet Twinkle☆ (Nix)

2011
- Bakuman 2 (Shun Shiratori)
- Battle Spirits: Heroes (Chico A - ep 36, Niño B - ep 2, Niño C - ep 26, Invitado - ep 5, Duelista - ep 7, Espectador - eps 9 y 16)
- Ben-To (Hiroaki Uchimoto)
- Cross Fight B-Daman (Asuka Kamiogi)
- Fairy Tail (Reedus Jonah y Max Alors de Edolas)
- Hōrō Musuko (Makoto Ariga)
- Jewelpet Sunshine (Nix)
- Mitsudomoe Zōryōchū! (Yūichi Haguro/Gachi negro)
- Sket Dance (Masatoshi Kosaka)
- Yu-Gi-Oh! ZEXAL (Fūya Okudaira)

2012
- Acchi Kocchi (Escolar - eps 4 y 9)
- Bakuman 3 (Shun Shiratori)
- Campione! (Sorimachi, Estudiante B - ep 5)
- Danshi Kōkōsei no Nichijō (Kiyohiko)
- Mobile Suit Gundam AGE (Wong Kastrova)
- Hidamari Sketch × Honeycomb (Clerk - ep 8, Host - eps 5-6, Locutor - ep 3)
- High School DxD (Genshirō Saji)
- Hyōka (Miembro del Club de Ocultismo - ep 12)
- JoJo's Bizarre Adventure (Chico - ep 11)
- Little Busters! (Chico estudiante A - ep 2, Chico estudiante B - ep 12, Estudiante B  - ep 7, Estudiante D - ep 9)
- Rinne no Lagrange (Sōta Serizawa)
- Rinne no Lagrange 2 (Sōta Serizawa)
- Sakamichi no Apollon (Chico - eps 4 y 10, Estudiante - eps 6-7, Estudiante en el techo - ep 12)
- Tasogare Otome × Amnesia (Chico estudiante B - ep 7)
- Tonari no Kaibutsu-kun (Shimoyanagi)
- Yu-Gi-Oh! ZEXAL II (Fūya Okudaira)
- Zero no Tsukaima F: Final Series (Dōdō)

2013
- Gaist Crusher (Hayato Konkōji)
- Hataraku Maō-sama! (Mitsuki Sarue/Sariel)
- High School DxD: New (Genshirō Saji)
- Ore no Imōto ga Konna ni Kawaii Wake ga Nai (Kōki Mikagami)

2014
- Bokura wa Minna Kawai-sō (Kazunari Usa)

2017
- ACCA: 13-ku Kansatsu-ka (Danlin, ep 5)
- Sakurada Reset (Yōsuka Sakagami)

### Drama CD
- Aigan Shōnen (Kyōse)

### OVA
2012
- Code Geass: Bōkoku no Akito (Simon Mercuru)
- Rinne no Lagrange: Kamogawa Days (Sōta Serizawa)

### Videojuegos
- DRAMAtical Murder (Sei)
- Shiratsuyu no Kai (Kitsune)
- Ozmafia (Soh)
- Genshin Impact (Shikanoin Heizou)